# 1re série 1948/49
Die Saison 1948/49 war die 27. Spielzeit der 1re série, der höchsten französischen Eishockeyspielklasse. Meister wurde zum insgesamt zwölften Mal in der Vereinsgeschichte der Chamonix Hockey Club.

## Modus
In der Hauptrunde wurde die Liga in zwei Gruppen mit je vier Mannschaften aufgeteilt (Paris/Alpes). Die beiden Erstplatzierten jeder Gruppe qualifizierten sich für die Finalrunde, in der der Meister ausgespielt wurde. Für einen Sieg erhielt jede Mannschaft zwei Punkte, bei einem Unentschieden gab es ein Punkt und bei einer Niederlage null Punkte.

## Hauptrunde

### Gruppe Paris
|    | Klub                  |
| -- | --------------------- |
| 1. | Racing Club de France |
| 2. | CSG Paris             |
| 3. | CO Billancourt        |
| 4. | Paris Université Club |

Sp = Spiele, S = Siege, U = Unentschieden, N = Niederlagen

### Gruppe Alpes
|    | Klub                       |
| -- | -------------------------- |
| 1. | Chamonix Hockey Club       |
| 2. | Ours de Villard-de-Lans    |
| 3. | CS Megève                  |
| 4. | Diables Rouges de Briançon |

Sp = Spiele, S = Siege, U = Unentschieden, N = Niederlagen

## Finalrunde
|    | Klub                    | Sp | S | U | N | T  | GT | Punkte |
| -- | ----------------------- | -- | - | - | - | -- | -- | ------ |
| 1. | Chamonix Hockey Club    | 3  | 3 | 0 | 0 | 10 | 4  | 6      |
| 2. | CSG Paris               | 3  | 1 | 1 | 1 | 5  | 6  | 3      |
| 3. | Racing Club de France   | 3  | 1 | 0 | 2 | 9  | 8  | 2      |
| 4. | Ours de Villard-de-Lans | 3  | 0 | 1 | 2 | 2  | 8  | 1      |

Sp = Spiele, S = Siege, U = Unentschieden, N = Niederlagen